# Yahiro Kazama
 Der er for få eller ingen kildehenvisninger i denne artikel, hvilket er et problem. Du kan hjælpe ved at angive troværdige kilder til de påstande, som fremføres i artiklen.

Yahiro Kazama (født 16. oktober 1961) er en japansk fodboldspiller.

## Japans fodboldlandshold
| Japans landshold | Japans landshold | Japans landshold |
| År               | Kmp              | Mål              |
| ---------------- | ---------------- | ---------------- |
| 1980             | 4                | 0                |
| 1981             | 8                | 0                |
| 1982             | 4                | 0                |
| 1983             | 3                | 0                |
| Total            | 19               | 0                |